# باچکو دوشانووو
باچکو دوشانووو (به صربی: Bačko Dušanovo) یک روستا در صربستان است که در Subotica Municipality واقع شده‌است. باچکو دوشانووو ۷۴۱ نفر جمعیت دارد.